# Полет 401 на „Ийстърн Еър Лайнс“
Полет 401 на „Ийстърн Еър Лайнс“ е редовен вътрешен пътнически полет от международното летище „Джон Ф. Кенеди“, Ню Йорк, Ню Йорк, до международното летище „Маями“, Маями, Флорида, Съединените американски щати, управляван от „Ийстърн Еър Лайнс“. Малко преди полунощ на 29 декември 1972 г. самолетът „Локхийд L-1011-385-1 Трайстар“, който изпълнява полета, се разбива във Флорида Евърглейдс. В катастрофата загиват общо 101 души, от които 3 от 4-те членове на екипажа в пилотската кабина, 2 от 10-те стюардеси и 96 от 163 пътници на борда. 75 души оцеляват, а 58 са със сериозни наранявания.
Разследването на Националния съвет за безопасност на транспорта открива, че автопилотът е превключен по невнимание от режим на задържане на височината към режим на ръчно управление. Катастрофата се случва, докато целият екипаж е зает с изгоряла индикаторна лампа на предния колесник. Капитанът оказва натиск върху руля и така изключва автопилота. Поради ситуацията с колесника и незначителните промени в пилотската кабина пилотите не забелязват изключването на автопилота и самолетът постепенно губи височина и се разбива. Официалният доклад сочи като причина за катастрофата пилотска грешка, заради това, че ситуацията с носовия колесник отвлича вниманието на екипажа от инструментите и позволява спускането да продължи незабелязано.
В отговор на този и други инциденти през 70-те години на 20-и век много авиокомпании започват обучение за управление на ресурсите на екипажа за своите пилоти. Обучението е предназначено да направи решаването на проблеми в пилотската кабина много по-ефективно, като по този начин причинява по-малко разсейване на екипажа. Фенерчетата вече са стандартно оборудване в близост до седалките и всички седалки са оборудвани с раменни колани.